# Robertas Žulpa
Robertas Žulpa (ur. 20 marca 1960 w Wilnie, zm. 30 sierpnia 2024 tamże) – litewski pływak, który reprezentował Związek Radziecki, specjalizował się w stylu klasycznym, mistrz olimpijski (1980), wicemistrz świata i trzykrotny mistrz Europy.

## Kariera
W 1978 roku podczas III Mistrzostw Świata w Berlinie zajął piąte miejsce na dystansie 200 m stylem klasycznym.
Dwa lata później, podczas XXII Letnich Igrzysk Olimpijskich w Moskwie zwyciężył w tej konkurencji w czasie 2:15,85. Na dystansie 100 m żabką uplasował się na 12. pozycji.
Podczas XV Mistrzostw Europy w Splicie w 1981 roku był najlepszy na 200 m stylem klasycznym. Rok później, na tym dystansie zdobył srebrny medal podczas IV Mistrzostw Świata w Guayaquil. 
W lipcu 1983 roku, podczas XII Letniej Uniwersjady w Edmonton wywalczył złoty medal w swojej koronnej konkurencji. W tym samym roku zdobył trzy medale podczas XVI Mistrzostw Europy w Rzymie, wygrywając na dystansie 100 m żabką i w sztafecie 4 × 100 m stylem zmiennym. Robertas Žulpa zajął także trzecie miejsce na dystansie 200 m stylem klasycznym.
Po zakończeniu kariery zawodniczej, został trenerem pływania, początkowo pracując na Litwie, a od 1988 roku we Włoszech. Później podjął pracę jako tłumacz języków litewskiego, rosyjskiego i włoskiego.